# Tomggg
Tomggg（トムグググ、1988年8月31日 - ）は、日本のDJ、音楽プロデューサーである。

## 経歴
1988年8月31日、千葉県に生まれる。2013年、国立音楽大学大学院の修士課程（作曲専攻）を修了した。同年、EP『Popteen』をMaltine Recordsより無料ダウンロード形式でリリースした。
2015年、自身にとって初の全国流通盤となるEP『Butter Sugar Cream』をFaded Audioよりリリースした。2016年、ボンジュール鈴木と辻林美穂をゲストに招いた『Art Nature』が2.5D PRODUCTIONよりリリースされた。2018年、Ehioroboとのコラボレーション楽曲「Feel Ya」がSecret Songsよりリリースされた。

## 音楽スタイルと影響
高校生の頃にキング・クリムゾンの『太陽と戦慄』を聴いて「こんな複雑な音楽を自分の手で作りたい」と思ったことをきっかけに、大学で音楽理論を学ぶ。その後「“空間”を取り入れた音楽」に興味を持ち、修士論文では「電子音響音楽と空間表現」を扱った。卒業後は「ポップな方向へ、正解も間違えもない、誰もが楽しめるような音楽」を目指すことにしたと述べている。
2016年のインタビューでは、影響を受けた音楽家として池田亮司、コーネリアス、レイ・ハラカミを挙げている。またbo enの楽曲に衝撃を受けて、自分が作る音楽が「リズムのループをメインにコード進行をシンプルにして、サンプリングしたヴォーカルをのせたトラック」から「もっと展開を劇的にして、コード進行も複雑にして、たくさんメロディが出てくる音楽」へ変わったと語っている。

## ディスコグラフィー

### EP
- Piano Album（2010年）
- Sunday Is Pop（2011年）
- A String Around Summer（2012年）
- Popteen（2013年）
- Butter Sugar Cream（2015年）
- Art Nature（2016年）

### シングル
- Feel Ya（2018年） (Ehioroboとのコラボレーション)

## 楽曲提供
- Yun*chi「QLL*」作曲・編曲（2015年）
- CHUNITHM STAR PLUS「Pastel Party」(2018年)
- harmoe
  - 「きまぐれチクタック」作曲・編曲（2021年）
  - 「Okey◎Dokey!」作曲・編曲[9]（2023年）
- 土曜ドラマ 17才の帝国（2022年、NHK総合）
- 早見沙織「Ordinary」作曲・編曲（2023年[10]）
- TRINITYAiLE「ひめごとリップ」作曲・編曲（2023年）
- TRINITYAiLE「Victoire」作曲・編曲（2023年）